# 保留因子
在色谱法中，保留因子（R）定义为被分析物在色谱体系流动相中的分数。特别的，在平面色谱法中，保留因子（Rf）定义为一点中心运动距离与溶剂前沿运动距离的比值。理想条件下，Rf 的值等于柱色谱中的R值。
值得注意的是，尽管保留因子有时与阻滞因数（Rf）使用方法相同，在平面色谱中，该术语与上下文的定义并不相同。然而，在柱色谱中，保留因子（k）定义为被分析物在固定相中滞留时间与其在流动相中滞留时间的比值。

## 通用定义
在色谱法中保留因子R，是在稳态下样品在流动相中的分数，定义为：
{\displaystyle \ R={\frac {\mbox{quantity of substance in the mobile phase}}{\mbox{total quantity of substance in the system}}}}

## 平面色谱法
在平面色谱法中，Rf可以按以下的数学上的比例定义：
{\displaystyle \ R_{f}={\frac {\mbox{migration distance of substance}}{\mbox{migration distance of solvent front}}}}
例如，如果在一种未知混合物中某种物质运动2.5 cm，与此同时溶剂前沿运动5.0 cm，那么保留因子就是0.5。Rf值的范围总是在0到1之间：这是由于如果物质移动，它只可能沿着溶剂流动的方向运动而不可能比溶剂运动地快。Rf值只在它们处于两个极端之间是有用的。我们可以根据物质不同的特性（尤其是极性）选择流动相，以控制被研究的物质迁移的距离。
对于任一指定化合物其Rf值它（在使用相同固定相和流动相的条件下）的固有属性。它可以提供确定一种化合物的佐证证据。如果在确定一种化合物时可疑但不确定，可以标记一种可靠试样或标准试样与可疑试样在薄层色谱板上并排运行（或者在对方之上）。注意此种确定方法只能在同一个板上使用，因为在不同实验间确保所有影响Rf值的因素相同是非常困难的。

## 与滞留因子的关系
从滞留因子（k）的方面，保留因子（R）按照如下定义：
{\displaystyle \ R={\frac {1}{k+1}}}
相反地：
{\displaystyle \ k={\frac {1-R}{R}}}

## 参阅
- 纸色谱法
- 薄层色谱法